# Позла Гора
Позла Гора је насељено место у саставу општине Појезерје, Дубровачко-неретванска жупанија, Република Хрватска.

## Историја
До територијалне реорганизације у Хрватској налазила се у саставу старе општине Метковић.

## Становништво
На попису становништва 2011. године, Позла Гора је имала 62 становника.
| Број становника по пописима | Број становника по пописима | Број становника по пописима | Број становника по пописима | Број становника по пописима | Број становника по пописима | Број становника по пописима | Број становника по пописима | Број становника по пописима | Број становника по пописима | Број становника по пописима | Број становника по пописима | Број становника по пописима | Број становника по пописима | Број становника по пописима | Број становника по пописима |
| --------------------------- | --------------------------- | --------------------------- | --------------------------- | --------------------------- | --------------------------- | --------------------------- | --------------------------- | --------------------------- | --------------------------- | --------------------------- | --------------------------- | --------------------------- | --------------------------- | --------------------------- | --------------------------- |
| 1857                        | 1869                        | 1880                        | 1890                        | 1900                        | 1910                        | 1921                        | 1931                        | 1948                        | 1953                        | 1961                        | 1971                        | 1981                        | 1991                        | 2001                        | 2011                        |
| 725                         | 859                         | 391                         | 769                         | 582                         | 673                         | 858                         | 810                         | 438                         | 392                         | 334                         | 203                         | 122                         | 110                         | 64                          | 62                          |

Напомена: У 1880. исказује се под именом Злагора, а од 1890. до 1910. Позлагора. Као део насеља исказује се од 1880. до 1910., а као насеље од 1921. надаље. Садржи податке за бивше насеље Струге од 1857. до 1910. У 1857. и 1869. те од 1890. до 1931. садржи податке за насеље Дубраве, у 1857., 1869. и 1921. за насеље Мали Пролог, у 1857. и 1869. за насеље Отрић-Сеоци, као и део података у 1890. за исто насеље, а у 1857., 1869., 1921. и 1931. садржи податке за насеље Бречићи.

### Попис1991.
На попису становништва 1991. године, насељено место Позла Гора је имало 110 становника, следећег националног састава:
| Попис 1991.‍ | Попис 1991.‍ | Попис 1991.‍ | Попис 1991.‍ | Попис 1991.‍ |
| ----------- | ----------- | ----------- | ----------- | ----------- |
|             |             |             |             |             |
| Хрвати      | Хрвати      |             | 110         | 100%        |
| укупно: 110 |             |             |             |             |